# 얄라 (밴드)
얄라(우즈베크어: Yalla, 러시아어: Ялла)는 우즈베키스탄의 포크 록 밴드이다. 이들은 1970년에 결성되었으며, 1970~1980년대 동안 소련과 바르샤바 조약 기구 국가들 전역에서 큰 인기를 누렸다.
가장 대표적인 곡은 1981년에 발표된 러시아어 노래 〈Учкуду́к, три коло́дца (우치쿠둑, 세 개의 우물)〉이며, 1980년대 소련에서 가장 널리 사랑받은 히트곡 중 하나이다.
밴드는 파루흐 조키로프가 이끌고 있으며, 음악 감독은 이고르 할리코프이다. 주요 멤버로는 압보스 알리예프, 자블론 토흐타예프, 티무르 할리코프 등이 있다. 얄라의 구성원들은 모두 타슈켄트의 오스트로프스키 연극예술대학과 아슈라피 국립음악원을 졸업하였다.

## 역사
밴드는 1973년에 처음 결성되었으며, 1976년에는 파루흐 조키로프가 예술 감독으로 취임하였다. 이후 얄라는 소련의 국영 텔레비전 프로그램에 출연하고, 모스크바를 비롯한 소련 전역에서 공연하였으며, 유럽, 아프리카, 아시아, 라틴 아메리카 등지에서의 콘서트 투어를 통해 국제적인 활동도 이어갔다. 이 가운데 "보이스 오브 아시아" 페스티벌에도 초청되어 무대에 올랐다.
2019년에는 타슈켄트의 휴모 아레나 개장식에서 공연을 펼쳤으며, 2023년에는 밴드 결성 50주년을 기념하는 행사가 열렸다.